# Дорогой убийца
«Дорогой убийца» (англ. Dear Murderer) — британская нуарная криминальная драма режиссёра Артура Крэбтри, которая вышла на экраны в 1947 году.
В основу сценария фильма положена пьеса южноафриканского драматурга, сценариста и режиссёра Сент Джона Ли Клоувза (англ. St. John Legh Clowes). В этом фильме богатый британский бизнесмен Ли Уоррен (Эрик Портман), находясь в восьмимесячной командировке в США, заподозрил, что у его привлекательной жены Вивиен (Грета Гюнт) начался роман на стороне. Ли тайком возвращается в Лондон и выслеживает любовника жены, адвоката Ричарда Фентона (Деннис Прайс). Обманом заставив его написать Вивиен прощальное письмо, которое можно трактовать как предсмертную записку, Ли убивает Фентона таким образом, чтобы его смерть выглядела как самоубийство. Но прежде чем Фентон умирает, а Ли успевает покинуть его квартиру, Вивиен приходит туда со своим новым любовником Джимми Мартином (Максвелл Рид), и в разговоре соглашается стать его женой. Услышав это, Ли решает подставить Джимми в убийстве Фентона и подбрасывает соответствующие улики. Полицейский инспектор Пембери (Джек Уорнер) подозревает, что убийство совершил Ли, но у него нет доказательств, зато есть весомые улики против Джимми. Вивиен, которая влюблена в Джимми, пускает в ход свои женские чары, чтобы убедить мужа изменить показания и представить смерть Фентона как самоубийство. Движимый до определённой степени муками совести, Ли делает это, после чего Вивиен травит его с помощью сильнодействующих лекарств. Но когда она прибегает в тюрьму к Джимми, тот отказывается видеться с ней, а в финальной сцене полиция арестовывает её за убийство мужа, который перед смертью успел рассказать про отравление.
Критики высоко оценили картину, за умный и увлекательный сценарий, а также за напряжённую постановку и хороший темп повествования, отметив при этом, что некоторые сюжетные повороты кажутся искусственными и в них сложно поверить. Высокой оценки удостоилась игра исполнителей главных ролей, особенно Греты Гюнт в роли извращённой и коварной жены.

## Сюжет
Однажды поздно вечером бизнесмен Ли Уоррен (Эрик Портман) после восьмимесячной командировки в Нью-Йорк возвращается в свою богатую лондонскую квартиру, но дома никого нет. В мусорном ведре он находит визитную карточку некого мистера Ричарда Фентона (Деннис Прайс) с подписью на ней: «С любовью навсегда». Затем он обнаруживает в столе множество таких же карточек, одну из которых забирает себе. На столе он также видит письмо от Ричарда со страстным признанием в любви. Среди бумаг жены Ли обнаруживает и свою смятую телеграмму: «Надеюсь вернуться через две недели. Дорогая, почему ты не пишешь мне. С любовью, Ли». Быстро переодевшись, Ли приезжает в дорогой многоквартирный дом Темпл корт, где в собственной квартире проживает обеспеченный адвокат Ричард Фентон. Пройдя в квартиру, Ли обвиняет адвоката в том, что тот в его квартире занимался любовными утехами с его женой. Фентон, поняв, что имеет дело с мужем Вивиен (Грета Гюнт), говорит, что они не ожидали его возвращения так скоро. Ли предлагает Фентону жениться на Вивиен, но тот заявляет, что вряд ли она хочет этого. Чтобы избежать скандала, Ли предлагает Фентону немедленно прекратить с Вивиен отношения, написать ей прощальное письмо и немедленно уехать из Лондона, тем более что профессия адвоката позволит ему легко устроиться в любом месте. Под диктовку Ли адвокат пишет следующее письмо: «Дорогая Вивиен! Я люблю тебя, но понимаю, что каковы бы ни были твои чувства ко мне сейчас, ты любишь своего мужа, и всегда будешь любить его. Мне невыносимо находиться рядом с тобой, зная, что ты никогда не будешь моей. И если то, что я собираюсь сделать, может показаться тебе трусостью, это единственный выход. Так что завтра я уезжаю в длительную поездку за границу. Когда я вернусь, я надеюсь найти тебя счастливой со своим мужем, и наша дружба останется лишь воспоминанием о прошлом. С любовью навсегда». Затем Ли как бы случайно роняет на письмо свой стакан с виски, после чего просит Фентона переписать письмо заново. Пока Фентон пишет, Ли достаёт револьвер, и, угрожая оружием, связывает его. Уложив связанного Фентона на диван, Ли рассказывает ему, что, несмотря на то, что у Вивиен незадолго до отъезда Ли в Америку был роман с другим мужчиной, она обещала мужу, что не будет ему изменять и будет писать каждый день. Поначалу действительно всё так и было, но затем письма стали приходить всё реже и в конце концов вообще прекратились. Ли отправил жене телеграмму, затем позвонил ей по телефону в Лондон, однако Вивиен всё равно не писала. Случайно в нью-йоркском баре Ли попался британский журнал, где в разделе светских новостей он увидел фотографию, на которой Вивиен на вечеринке танцует с Фентоном. Поняв, что жена изменяет ему, Ли начал продумывать план мести и идеального убийства Фентона.
Ли напоминает, что во время переписывания письма остановил Фентона на словах: «И если то, что я собираюсь сделать, может показаться тебе трусостью, это единственный выход». То есть письмо стало похоже на предсмертную записку. После этого Ли надевает на голову Фентона наволочку и через отверстие в ней вводит шланг, по которому подаёт из камина газ. Когда Фентон теряет сознание, Ли переносит его на кухню и засовывает голову в газовую плиту, чтобы имитировать самоубийство. Уничтожив все следы своего пребывания, Ли незаметно выходит из квартиры. Услышав на лестничной площадке голоса, Ли прячется обратно в квартире, и видит, как туда заходит Вивиен в компании красавца Джимми Мартина (Максвелл Рид). Не замечая спрятавшегося Ли, Вивиен говорит своему ухажёру, что порвала с Фентоном некоторое время назад, и теперь он её единственный мужчина. В ответ он просит Вивиен развестись со своим мужем и выйти замуж за него. Когда Джимми выходит на кухню за льдом, он чувствует запах газа, но не замечает Ли, который в темноте разбил бутылку с молоком. В этот момент Вивиен зовёт Джимми в комнату, целует его, а затем уводит на вечеринку в другой дом. После их ухода Ли снова включает газ и начинает планировать новое убийство, на этот раз Джимми. Среди ночи Ли находит около своего дома машину Мартина и подбрасывает туда наволочку и газовый шланг. Затем он тихо своим ключом открывает квартиру, где слышит, как Вивиен дарит Джимми перстень с гравировкой: «Пока смерть не разлучит нас». Он обещает носить это кольцо вечно. Вивиен и Джимми обнимаются и целуются, прощаясь в дверях, после чего Вивиен идёт в спальню, где видит Ли в постели, который утверждает, что только что проснулся и ничего не слышал. Вивиен пытается сделать вид, что по-прежнему любит мужа, но Ли отвечает, что больше ей не верит и отстраняется от неё.
Утром в квартире Фентона инспектор Пембери (Джек Уорнер) допрашивает привратника и служанку, которые не могут сказать ничего полезного о вчерашнем вечере. Вскоре проявляется сестра Фентона Эйвис (Хейзел Корт), которая не верит в самоубийство Ричарда. Прочитав письмо Фентона, которое полиция приняла за предсмертную записку, Эйвис утверждает, что Ричард не мог так написать, так как прекрасно знал, что Вивиен не любит своего мужа. Эйвис было хорошо известно о романе Ричарда с Вивиен, муж которой, по её словам, находится в Америке и ничего не знает. Она уверена в том, что Вивиен не любит мужа, так как Джимми Мартин, с которым Эйвис была помолвлена, бросил её ради Вивиен две недели назад. Тем временем, пока Ли у себя дома завтракает с Вивиен, в гостиную с букетом цветов врывается Джимми. Он прямо заявляет, что любит Вивиен, и, насколько он понимает, она отвечает ему взаимностью. Вивиен отказывается продолжать разговор, просит Джимми уйти, а сама удаляется в другую комнату. После ухода Джимми приезжает инспектор Пембери, который сообщает Ли, что Фентон был найден мёртвым сегодня утром, на что Ли отвечает, что не знает Фентона, так как только вчера вернулся из длительной командировки. Пембери поясняет, что рядом с телом Фентона было найдено письмо, адресованное Вивиен. Ли рассказывает о своих подозрениях, что жена в его отсутствие стала встречаться с другим мужчиной. Инспектор сообщает, что, судя по отпечаткам пальцев, вчера в квартире Фентона помимо Вивиен был кто-то ещё. Появляется Вивиен, которую известие о смерти Фентона приводит в шок. По её словам, она последний раз видела Фентона две недели назад, и на её памяти он никогда не говорил о самоубийстве. Она признаёт, что Фентон объяснялся ей в любви, а также хотел, чтобы она развелась и вышла за него замуж. Вивиен также утверждает, что Ли ничего не знал о её встречах с Фентоном. Что касается прошлой ночи, то она рассказывает, что ходила в театр с Джимми, который привёз её домой, но в дом не заходил. После ухода инспектора Вивиен отправляется в свою комнату, откуда звонит Джимми с просьбой подтвердить полиции, что они прошлой ночью были вместе, но ни в коем случае не говорить, что она была в квартире Фентона. Ли по параллельной линии подслушивает этот разговор. Вскоре домой к Джимми приходит инспектор Пемсбери, которому он рассказывает, что знал Фентона со школы и был помолвлен с его сестрой, с которой расстался некоторое время назад. Джимми утверждает, что последний раз видел Фентона дней десять назад, а прошлой ночью ходил в театр с Вивиен, которую высадил около её дома и уехал.
В Скотленд-Ярде Пембери показывает своему помощнику сержанту Фоксу (Эндрю Кроуфорд) найденную в корзине для бумаг смятую записку Фентона. Она полностью совпадает с найденной ранее, но содержит ещё несколько фраз в конце, которые меняют весь её смысл. Это наводит Пемсбери на мысль об умышленном убийстве. Фокс показывает инспектору верёвку, завёрнутую в пропахшую газом наволочку, которые он нашёл в багажнике машины Мартина. Детективы снова приезжают к Джимми с просьбой объяснить, как на стакане виски оказались его отпечатки пальцев. Он поясняет, что прошлым вечером после расставания с Вивиен заехал к Фентону выпить, но не застав того дома, выпил виски и ушёл. Он признаёт, что почувствовал запах газа, но не придал этому значения. Затем инспектор показывает Джимми оба письма, написанных Фентоном. Предъявив Джимми верёвку и наволочку, найденные в его машине, Пембери арестовывает его по подозрению в убийстве.
Утром за завтраком Ли показывает Вивиен газеты, в которых пишут об аресте Джимми за убийство Фентона. Ли рассказывает, что ему известно о том, что Джимми вместе с ней был в квартире Фентона, так как сам находился там. Далее он заявляет, что разработал безупречный план убийства Фентона и осуществил его, но в его план не входило то, что у Вивиен уже новый любовник. Тогда ему пришлось подставить в убийстве Джимми, подбросив наволочку в его багажник. Ли говорит жене: «Джимми скорее всего осудят, ты будешь страдать, а я буду наслаждаться, глядя на то, как ты страдаешь». Вечером, вернувшись с работы домой, Ли находит записку следующего содержания: «Дорогой убийца. Если мне суждено страдать, я предпочитаю страдать в одиночестве. Конечно, я не собираюсь оставаться здесь, дав тебе возможность наблюдать за моими мучениями. Надеюсь, твоя совесть не даст тебе спать по ночам — так и должно быть. Больше не твоя — Вивиен». В поисках жены Ли обзванивает гостиницы, но не находит её.
На следующий день в Скотленд-Ярде Джимми приводят к Пембери на допрос, на котором присутствует также Эйвис. На некоторое время инспектор выходит из кабинета, давая Джимми и Эйвис поговорить наедине. Выяснив у Джимми, что он не любит Вивиен, Эйвис с недоумением спрашивает, почему же он её выгораживает. По его словам, она тоже никого не убивала, но если он всё расскажет, то точно также могут обвинить и её. Джимми считает, что убийца, который подбросил улики в его багажник, ненавидит как Фентона, так и его. Полиция тайно записывает этот разговор на плёнку, после чего Пемсбери переносит продолжение допроса на другой день. В разговоре с Фоксом инспектор выражает сомнение, что Джимми мог мог спланировать и осуществить убийство Фентона.
Ли уже несколько дней Ли мучает бессонница, после чего врач выписывает ему сильнодействующие средства, которые при передозировке могут привести к смертельному исходу. Вернувшись домой, Ли видит Вивиен, которая говорит, что спокойно поразмыслив несколько дней в одиночестве, она пришла к выводу, что любит его. Она понимает, что страдает не только она, но и Ли, так как ответственность за казнь Джимми будет слишком тяжела для него. Она ублажает Ли и склоняет к романтическому настроению. Он отвечает, что рад их воссоединению, но не имеет возможности предотвратить казнь Джимми. Вивиен удаётся уговорить Ли спасти Джимми, и на следующий день приходит к инспектору Пембери, где рассказывает следующую историю: В день возвращения из Америки он приехал домой, увидев, как Вивиен и Джимми садятся в его машину. Он проследил за ними до дома Фентона, откуда они вскоре вышли. После этого Ли зашёл в квартиру, где обнаружил мёртвого мужчину с головой в газовой духовке. Рядом он нашёл письмо, адресованное Вивиен, и понял, что это квартира не Джимми. Ли решил представить это самоубийство Фентона как убийство, совершённое Джимми. Ли уничтожил все улики, свидетельствующие о том, что его жена была в квартире, но оставил следы Джимми. Из корзины для бумаг Ли вытащил около дюжины черновиков писем Фентона, которые затем уничтожил. Законченное письмо он бросил в корзину для бумаг, а незаконченное письмо положил рядом с телом. Затем он подбросил в машину Джимми шланг с наволочкой. Таким образом Ли утверждает, что Фентон покончил с собой, но он подстроил всё так, чтобы это выглядело как убийство, совершённое Джимми.
Позднее в тот же день на работу к Ли приходит Пембери, который заявляет, что вчерашний рассказ полицию не удовлетворил, и он в него не поверит, если не будет весомых доказательств. Пембери предполагает, что Ли придумал эту историю в знак благодарности Джимми, который отвадил его жену от Фентона, или просто потому, что об этом его попросила Вивиен. Ли отвечает, что, как о выяснил, между Джимми и его женой ничего не было, и потому постарается сделать всё, чтобы того не осудили. Напомнив о пятне от пролитого молока на кухне, Ли убеждает инспектора в том, что той ночью он действительно был в квартире Фентона. После этого Пембери приходят к Вивиен, пересказывая ей последнюю версию Ли. Далее он говорит, что не верит в эту историю, и всё, что она может сделать, это убедить мужа признаться, что это он убил Фентона. Пембери уверен в том, что убийцей является Ли, но против него нет доказательств, зато есть доказательства против Джимми, который не убивал. Так что если она не поможет, то ему придётся отправить на виселицу невинного человека. Пембери поясняет, что если будут судить Джимми, всплывёт много плохого и о ней, если же осудят её мужа, то она выйдет из дело в очень привлекательном свете. Не дослушав инспектора, Вивиен просит его удалиться.
Вечером, когда Ли приходит с работы домой, Вивиен заботливо укладывает его на диван и даёт выпить. Она сообщает, что Пембери уверен в том, что убийство совершил Ли, но не может этого доказать. Несколько часов спустя Вивиен рассказывает мужу, что встречалась со знакомым адвокатом, который посоветовал им как можно скорее покинуть страну. Он также порекомендовал, чтобы Ли написал Пембери письмо, в котором обосновал бы свой временный отъезд тем, что хочет избежать неприятной шумихи вокруг своей семьи. Вивиен забирает написанное Ли письмо и даёт ему ещё виски. Когда Ли чувствует слабость, Вивиен замечает, что добавила ему в виски смертельную дозу таблеток от бессонницы. Она говорит, что заставила Ли поверить в то, что по-прежнему любит его только для того, чтобы Ли спас Джимми, которого она по-настоящему любит. Вивиен заявляет, что он должен умереть, чтобы она могла жить так, как она хочет. В этот момент появляется Эйвис с кольцом, которое Джимми, поняв всю порочность Вивиен, попросил ей вернуть. Эйвис сразу же уходит, а следом быстро уходит и Вивиен, выронив это кольцо в прихожей. Вскоре служанка Рита (Джейн Хилтон) замечает на полу умирающего Ли и на её крики прибегает дежурящий под окнами сержант Фокс. Следом приезжает Пембери, который слышит, как в предсмертном бреду Ли повторяет имя Вивиен. Она тем временем приезжает в тюрьму на приём к Джимми, который отказывается её видеть. Пембери находит кольцо и встречает вернувшуюся домой, подавленную Вивиен. Он говорит, что перед смертью Ли сказал, что это она отравила его, и показывает ей кольцо.

## В ролях
- Эрик Портман — Ли Уоррен
- Грета Гюнт — Вивиен Уоррен
- Деннис Прайс — Ричард Фентон
- Максвелл Рид — Джимми Мартин
- Джек Уорнер — инспектор Пембери
- Хейзел Корт — Эйвис Фентон
- Джейн Хилтон — Рита
- Эндрю Кроуфорд — сержант Фокс
- Джон Блит — Эрни (в титрах не указан)

## История создания фильма
Фильм основан на пьесе южноафриканского драматурга, сценариста и режиссёра Сент Джона Ли Клоувза (англ. St. John Legh Clowes). Она впервые была показана в небольшом театре в Лондоне, который специализировался на пьесах в стиле Гран-Гиньоль, и была настолько популярна, что в 1946 году уже шла в Вест-Энде, где стала хитом.
Права на создание фильма купил продюсер Сидни Бокс, который незадолго до того возглавил производство на киностудии Gainsborough Pictures. Он же написал сценарий фильма вместе с Питером Роджерсом и своей супругой Мюриэл Бокс
Как пишет американский историк кино Кит Хамфриз, немногие американцы слышали о Грете Гюнт, потому что, «несмотря на значительный успех в британских фильмах в 1930-х и 1940-х годах, она так и не прижилась в Голливуде. Но после этого фильма вам захочется найти другие её картины».
В актёрский состав вошли также двое молодых актёров, из которых Бокс пытался сделать звёзд — Максвелл Рид и Хейзел Корт. Оба были членами его актёрской молодёжной труппы The Company of Youth.
Съёмки фильма проходили в конце 1946 года на студии Gainsborough Studios в Ислингтоне, Лондон.
Позднее на основе этой пьесы Сент Джона Ли Клоувза были созданы также британский телефильм в 1949 году, эпизод американского телесериала-антологии «Театр в кресле» в 1957 году и немецкий телефильм в 1972 году

## Оценка фильма критикой
После выхода на экраны фильм был хорошо принят британскими критиками, отметившими его напряжённый характер и изобретательность. Один из рецензентов написал, что это «искусный, психологический триллер с Эриком Портманом,…зловещим в меру своих наклонностей. Сюжет хороший и леденящий душу». После выхода в прокат в США американские критики писали о фильме: «Это ещё одна мастерская картина из-за рубежа, тщательно продуманный драматический триллер, который очень точно описывает совершение идеального преступления».
Современный историк кино Деннис Шварц назвал картину «умным британским триллером». Вместе с тем, по его мнению, «слишком много искусственных сюжетных поворотов приводят к тому, что история заканчивается на фальшивой ноте». И всё же «этот криминальный фильм категории В чётко поставлен и уверенно сыгран актёрами». Историк кино Кит Хемфриз назвал его «фильмом об учтивых и одновременно мерзких людях», который напоминает «В случае убийства набирайте «М»» (1954) Альфреда Хичкока. По его словам, «даже для фильмов нуар этот фильм довольно мрачный. В нём всего два порядочных в моральном плане персонажа, ни один из которых не представляет особого интереса». При просмотре «вы, возможно, поймаете себя на том, что по крайней мере иногда болеете за плохих людей, даже если в конце концов будете рады, когда они получат по заслугам». В фильме особенно выделяется «вежливое и пугающее противостояние персонажей в исполнении Эрика Портмана и Денниса Прайса, которое сыграно блестяще… Ирония этой сцены для современного зрителя заключается в том, что актёры, играющие двух мужчин, борющихся за свою общую любовь к женщине, оба были геями». Как далее пишет Хэмфриз, Грета Гюнт стала «откровением в роли извращенной, самовлюбленной, своенравной жены. Подобно Лизабет Скотт в фильме „Слишком поздно для слёз“ (1947) Гюнт играет гораздо более страшного персонажа, чем окружающие её мужчины. Восторг на её лице, когда она осознает, что страсть к ней привела одного мужчину к убийству другого, вызывает ужас».